# Національна гвардія України (1991—2000)

## Національна гвардія у 1991—2000 роках
30.8.1991 — Указом Президії Верховної Ради Української РСР «Про підпорядкування Україні внутрішніх військ, що дислокуються на її території», було оголошено про створення на основі цих військових частин Республіканської гвардії України.
22.10.1991 — командувачем Республіканської гвардією України призначений полковник В. А. Кухарець, згодом генерал-лейтенант гвардії
4.11.1991 — прийнятий Закон України «Про Національну гвардію України», державному збройному органі, покликаному захищати суверінетет України, її територіальну цілісність, а також життя і особисту гідність громадян, їх конституційні права і свободи від злочинних посягань та інших антигромадських дій.
27.12.1991 — сформовано Харківське вище військове училище НГУ, з 30.12.1997 — Військовий інститут НГУ.
2.1.1992 — на основі частин внутрішніх військ сформовані управління 5 дивізій, 13 полків і 5 окремих батальйонів НГУ, дислокованих в 12 областях України, загальною чисельністю 16 671 військовослужбовців.
5.1.1992 — частини і підрозділи НГУ склали присягу на вірність народу України.
17.3.1992 — відповідно до Указу Президента України «Про заходи щодо охорони державного кордону України з Республікою Молдова», з метою локалізації збройного конфлікту в Придністров'ї і недопущення військових дій на територію України, ряд частин і підрозділів НГУ були перекинуті в Одеську область; в подальшому, в рамках проведення спільно з Прикордонними військами спецоперації «Кордон», такі відрядження частин НГУ стали щорічними.
11.6.1992 — створено Управління авіації НГУ, до складу гвардії були передані 51-ша окрема гелікоптерна бригада і 31-ша окрема бойова гелікоптерна ескадрилья
30.6.1992 — на базі колишньої 48-ї мотострілецької дивізії Радянської Армії сформована 6-та дивізія НГУ, яка стала найбільш боєздатним з'єднанням гвардії
1.7.1992 — сформовано управління 22-ї окремої бригади НГУ з охорони дипломатичних і консульських представництв іноземних держав.
12.1.1993 — сформована База зберігання зброї і боєприпасів НГУ.
28.10.1993 — встановлено День Національної гвардії України — 4 листопада
1.1.1995 — в Криму сформовано управління 23-й окремої бригади НГУ
20.1.1995 — відповідно до Указу Президента України «Про підпорядкування окремих підрозділів Національної гвардії України Міністерству внутрішніх справ України» до складу Військ внутрішньої та конвойної охорони МВС України було передано 9 полків і 4 окремих батальйони НГУ, в зв'язку з чим були розформовані управління 1-ї, 2 -ї і 3-ї дивізій НГУ
4.4.1995 — сформована «Біла пантера» — 17-й окремий батальйон спеціального призначення НГУ
11.9.1995 — київський 1-й полк НГУ переформований в 24-ту окрему бригаду НГУ
6.10.1995 — НГУ передана в оперативне управління Президента України — Верховного Головнокомандувача Збройними Силами України, з цього часу гвардію часто неофіційно називають «президентськими військами»
11.10.1995 — в Одесі сформована 25-та окрема бригада НГУ
12.10.1995 — командувачем НГУ призначений генерал-лейтенант А. І. Кузьмук, згодом Міністр оборони України
5.5.1996 — для посилення НГУ в її склад були передані ряд підрозділів Збройних Сил України: 1-ша окрема бригада морської піхоти, 52-й окремий механізований полк та ін. частини
20.5.1996 — на основі управління кримської 23-ї окремої бригади НГУ сформовано управління нової 7-ї дивізії НГУ
Липень 1996 — командувачем НГУ призначений генерал-лейтенант гвардії І. І. Вальків
Січень 1998 — командувачем НГУ призначений генерал-лейтенант А. І. Чаповський
Березень 1998 — в зв'язку з виникненням масових заворушень, проведено значне посилення частин кримської 7-ї дивізії НГУ
10.6.1998 — всі окремі батальйони НГУ перейменовані в батальйони спеціального призначення
Грудень 1998 — частини 5-ї дивізії НГУ й екіпажі 51-ї окремої гелікоптерної бригади НГУ взяли участь в ліквідації наслідків повені в Закарпатті
24.12.1998 — всі полки НГУ перейменовані в бригади спеціального призначення
30.10.1999 — 24-й окремій бригаді НГУ присвоєно найменування «Київської», нині Окремий Новоросійсько-Київський ордена Червоного Прапора полк спеціального призначення Президента України
17.12.1999 — відповідно до Указу Президента України «Про передачу підрозділів Національної гвардії України до складу інших військових формувань» військові частини НГУ були передані до складу Збройних Сил України та Внутрішніх військ МВС України
11.1.2000 — прийнятий Закон України «Про розформування Національної гвардії України»

### Коротка історія
Перший указ Президії Верховної Ради Української РСР, який стосувався створення Республіканської гвардії, побачив світ 30 серпня 1991. Згідно з указом, в розпорядження Верховної Ради УРСР переходили «всі дислоковані на території республіки військові частини Внутрішніх військ МВС СРСР, їх органи управління з озброєнням і матеріально технічною базою».
Під юрисдикцію України перейшов ряд частин, мало пов'язаних між собою. Необхідно було провести значну роботу організаційного характеру, за яку взялася спеціальна комісія на чолі з депутатом генерал-майором В. Саніним, який незабаром трагічно загинув в автомобільній катастрофі. До складу комісії увійшло багато офіцерів Внутрішніх військ, які взялися за обробку всіх необхідних документів. Серед них були полковники В. Мохов, В. Макаров, підполковники Н. Мельник, А. Рябуха (всі вони стали генералами НГУ), М. Бортник, В. Говоруха, майор П. Костюк.
Стараннями генерала Саніна, проєкти постанов «Про Республіканську гвардію» і положення «Про порядок комплектування, військового, матеріально-технічного і фінансового забезпечення Республіканської гвардії» 12 вересня 1991 р. були заслухані на засіданні комісії з питань оборони і державної безпеки.
22 жовтня 1991 р. в Республіканській гвардії з'явився свій командувач — полковник (з 31 грудня 1991 року — генерал-майор, а з 18 березня 1993 року — генерал-лейтенант гвардії) В. Кухарець (1938 р. н.), колишній командир Дніпропетровської бригади ВВ.
З ініціативи нового командувача і групи офіцерів і народних депутатів України, було вирішено, що гвардія повинна називатися не Республіканською, а Національною. Саме тому 4 листопада 1991 року Верховна Рада прийняла Закон «Про Національну гвардію України», підписаний Л. Кравчуком. Відповідно до закону, на Національну гвардію покладалися функції захисту конституційності і недоторканності України, участь у ліквідації аварій, наслідків стихійних лих, охорони кордонів, особливо важливих державних об'єктів, посольств і консульств.
Відразу після затвердження закону про НГУ розпочала роботу комісія з формування гвардії. Ця комісія повинна була розробити штати управлінь і з'єднань гвардії, визначити місця їх дислокації і чисельність. Уже через місяць, 4 грудня 1991 року, була визначена початкова організаційна структура і штатна чисельність НГУ. Незабаром, за планом, було створено Головне управління командувача НГУ, в яке входили управління:
- використання сил і засобів;
- служби;
- бойового і спеціального навчання;
- матеріальних ресурсів;
- озброєння і техніки;
- розквартирування і військового господарства;
- фінансово-планове;
- комплектування та кадрів.

Загальна чисельність особового складу Головного управління становила 198 осіб.
Згодом були створені ще два управління:
- соціально-правового захисту та виховної роботи (1 квітня 1992 р.; 10 осіб);
- авіації (12 червня 1993 р.; 28 осіб).

Першим заступником командувача став генерал-майор І. Вальків (1941 р. н.), колишній командир дивізії ВВ, а штаб НГУ очолив В. Мохов (1947 р. н.). Посада заступника командувача з навчання та виховної роботи зайняв Н. Мельник (1946 р. н.), начальником тилу став В. Макаров (1949 р. н.), одними з перших начальників управлінь були А. Рябуха і А. Пекельний (останній — комплектування і кадрів).
Положення про Головне управління НГУ було затверджено розпорядженням Президента України лише 12 липня 1992 р. Згідно з цим розпорядженням, при командувачі було створено додатковий консультативний орган — Військова рада НГУ. До його складу увійшли генерали Кухарець, Вальків, Макаров, Мельник, Мохов, Пекельний, народний депутат Верховної Ради України, заступник голови комісії з питань оборони і державної безпеки П. Мисник.
Створення Військової ради НГУ не було викликано будь-якою необхідністю, оскільки він фактично дублював керівництво гвардії. Ідея Військової ради виявилася невиправданою.
На початку 1992 р. Національна гвардія мала в своєму складі 14 підрозділів, дислокованих у 12 областях України, які разом налічували 16 671 військовослужбовця.
5 січня 1992 р. частини гвардії склали присягу на вірність народу України.
До середини 1992 р. відбувалося становлення Національної гвардії, формування нових підрозділів. Фактично в НГУ стали одночасно існувати три різнопланові категорії частин:
- з'єднання, що раніше належали Внутрішнім військам МВС СРСР (крім конвойних частин);
- передані НГУ підрозділи, які виконували міліцейські функції (т. зв. «спеціальні моторизовані частини міліції»);
- частини, сформовані заново.

У червні 1992 р. НГУ поповнилася сильним військовим з'єднанням — до її складу була включена 48-ма мотострілецька Ропшинська ордена Жовтневої Революції тричі Червонопрапорна імені М. І. Калініна дивізія, виведена з Чехословаччини.
Взагалі, за планами командування, до осені 1992 року в складі Національної гвардії мало бути 5 дивізій:
- 1-ша Київська;
- 2-га Східна;
- 3-тя Південна;
- 4-та Північна;
- 5-та Західна.

Крім того, 48-ма мотострілецька дивізія стала 6-ю дивізією НГУ, а так як вона розмістилася на території, відведеній для формування 2-ї дивізії, остання створювалася лише частково.
До складу 1-ї Київської дивізії повинні були увійти полки: Київський, Вінницький, Черкаський; батальйони: Житомирський, Хмельницький, Чернігівський. На ділі гвардійські підрозділи були створені тільки в Києві і Житомирі.
2-га Східна дивізія мала складатися з полків: Харківського, Чугуївського, Луганського; батальйонів: Полтавського, Сумського, Шосткинського. Реально ж, з'явилися тільки частини в Харкові, Чугуєві (де була розміщена 6-та дивізія НГУ) і Луганську.
3-тя Південна дивізія — полки: Запорізький; батальйони: Миколаївський, Херсонський, Кіровоградський і Одеський. Крім того, до складу дивізії мала увійти окрема Сімферопольська бригада з Сімферопольського полку, Севастопольського батальйону, Керченській, Джанкойської і Євпаторійської рот. Із запланованого складу Південної дивізії так і не з'явилися частини в Кіровограді, Джанкої та Євпаторії.
4-та Північна дивізія складалася б з Донецького, Дніпропетровського і Криворізького полків, Маріупольського та Павлоградського батальйонів.
І, нарешті, 5-та Західна дивізія розпоряджалася б Львівським і Ужгородським полками; Чернівецьким, Луцьким, Івано-Франківським, Рівненським, Тернопільським і Дрогобицьким батальйонами. Підрозділи гвардії в Рівному, Чернівцях та Ужгороді так і не були сформовані.
Крім того, в гвардію увійшли Харківське вище військове училище тилу МВС СРСР, яке, згодом, стало інститутом НГУ, а також школа прапорщиків. У Києві гвардійськими стали полки зв'язку та матеріально-технічного забезпечення Внутрішніх військ.
Гелікоптерна бригада НГУ, сформована на основі 51-го окремого гвардійського гелікоптерного полку в Олександрії і 31-ї окремої гелікоптерної ескадрильї в Білій Церкві, налічували 45 машин.
Також гвардії були передані Центральний військовий госпіталь в Києві і турбаза «Топольок» в селищі Затока Одеської області.
В цілому, до категорії колишніх Внутрішніх військ відносилася велика частина 1-ї, 3-ї і 4-ї дивізій НГУ. 6-та дивізія НГУ, 52-й полк НГУ в Павлограді і Керченська бригада НГУ відносилися до категорії колишніх армійських частин. І, нарешті, частини 5-ї дивізії НГУ, крім 14-го полку НГУ у Львові, були заново сформованими частинами.
Все формування НГУ отримали власні розпізнавальні знаки у вигляді нарукавних нашивок. Головне управління НГУ своїм символом вибрало дві перехрещені булави, Київська дивізія — архістратига Михаїла, покровителя Києва, Західна дивізія — галицького лева, Південна — лук зі стрілою, Східна — козака з мушкетом, а Північна — сокола.
Чисельність Національної гвардії, відповідно до постанови Верховної Ради, не повинна була перевищувати 30 тисяч військовослужбовців. Але, в 1992—1993 рр. ця постанова залишилася лише звичайним «депутатським побажанням». На початку 1993 року загальна чисельність гвардії склала близько 60 тисяч військовослужбовців, що вдвічі перевищувало встановлену законодавством. Скорочення чисельності НГУ шляхом повернення частини підрозділів Внутрішніх військ МВС України, було проведено лише на початку 1995 р.
Завжди, протягом свого існування, Національна гвардія відчувала значні проблеми з наявністю озброєння і бойової техніки. Практично всі частини НГУ були «частково мотострілецькими», а, по суті, просто піхотними. Сильно відчувалася і нестача вогневих засобів, максимум, на що були здатні Збройні Сили України — це забезпечити кожну дивізію НГУ всього одним, дуже застарілим, зенітним дивізіоном, озброєним «спарками» ЗУ-23-2. Внутрішнім військам МВС СРСР бойова техніка фактично не давалася, новосформовані частини НГУ її так само не мали. Навіть колишня 48-ма мотострілецька дивізія, що стала 6-ю дивізією НГУ, всю свою бойову техніку відправила в Росію, в Волгоград. Тільки в 1993 р. на базі залишків 93-ї гвардійської мотострілецької дивізії, яка була виведена з Угорщини, вдалося сформувати 1-й танковий батальйон Національної гвардії, озброєний машинами Т-64Б. Не було в НГУ навіть власних полігонів.
До честі українських гвардійців, слід сказати, що вже з перших днів НГУ почала «проходити обкатку» не на київських парадах в білих рукавичках, а в реальних екстремальних ситуаціях. Так, в 1992 р. виникла проблема з повністю відкритими кордонами України з Молдовою, де вже щосили палахкотів збройний конфлікт у Придністров'ї. Завданням НГУ стала локалізація конфлікту з української сторони, недопущення «вогню війни» на територію України. На прикриття кордону були перекинуті підрозділи 3-й, 4-й і 5-й дивізій НГУ, а також 93-ї мотострілецької дивізії, яка передала гвардії свою бойову техніку. Тоді ж з'явився і перший герой України — майор В. Ігнатьєв із Запорізького полку НГУ, ціною власного життя затримав озброєного громадянина Казахстану, який воював у Придністров'ї найманцем.
Надалі, щорічно, аж до серпня 1998 р., підрозділи Національної гвардії спільно з українськими прикордонниками проводили на кордоні з Придністров'ям і Молдовою спецоперації «Кордон», спрямовані на боротьбу з контрабандою в прикордонних районах. Так, група старшого лейтенанта С. Григорака з батальйону спецназу НГУ «Біла пантера» затримала 5 вантажівок і 6 легкових автомашин, вилучивши контрабанди на суму 600 тисяч американських доларів.
1993—1994 рр. були більш-менш безхмарними для Національної гвардії України. Верховна Рада, якій підпорядковувалася гвардія, видала низку постанов, які сприяли вирішенню низку соціальних проблем військовослужбовців гвардії. Прес-центр НГУ з 1992 р. почав видавати інформаційний бюлетень НГУ, а також був засновником журналу «Військо України».
Перші проблеми виникли в Національній гвардії влітку 1994 року і були пов'язані саме з журналом «Військо України». Конфлікт виник через те, що Міністерство оборони повністю взяло журнал під свою опіку. Гвардійці, на чолі з колишнім головним редактором «Війська України» полковником Коркодімом, заснували новий журнал «Сурма», проте, після виходу на початку 1995 р. першого номера, журнал перестав видаватися. Тому єдиним друкованим органом НГУ стала газета «Гвардія України».
20 січня 1995 року з'явився указ Президента України Л. Кучми про передачу Міністерству внутрішніх справ окремих підрозділів Національної гвардії. Цей указ стосувався здебільшого колишніх Внутрішніх військ і міліції. До МВС переходили Донецький, Дніпропетровський, Криворізький, Запорізький полки та інші частини 1-ї, 3-ї і 4-ї дивізій НГУ. Цей указ вийшов тому, що виникли значні розбіжності між дозволеною і реальною чисельністю НГУ; крім того, війська, що передавалися МВС, продовжували виконувати свої старі завдання, не властиві НГУ.
На базі частин, переданих з НГУ, були створені так звані «моторизовані військові частини міліції», які вже з 1 квітня 1995 року стали нести внутрішню службу.
Генерал В. Кухарець був противником президентського указу, але залишався на своїй посаді, так як замінити його могла тільки Верховна Рада, якій підпорядковувалася тоді НГУ.
Указом від 6 жовтня 1995 р. Л. Кучма підпорядкував Національну гвардію собі, як Верховному Головнокомандувачу.
Так само швидко було вирішено питання з генералом Кухарцем, який був переведений на посаду заступника головного інспектора Збройних Сил України, що означало фактичну відставку. Замість нього командувачем Національної гвардії України став колишній командир кримського 32-го армійського корпусу генерал-лейтенант А. Кузьмук, який вже 12 жовтня 1995 року приступив до виконання обов'язків.
Природно, що були й інші достойні кандидатури на пост командувача — генерали Янов (командир Західного з'єднання НГУ), Чорновіл (командир Київського з'єднання НГУ), Вальків, Мельник, Макаров, Мохов. Однак, всі вони підтримували генерала Кухарця…
Новий командувач НГУ відразу заявив про свою підтримку політики Президента: «Гвардією повинен керувати глава держави» — такий заголовок несла його перша стаття на новій посаді в «Урядовому кур'єрі» від 2 листопада 1995 р.
У зв'язку з політикою Президента щодо НГУ, в жовтні 1995 р. частина народних депутатів звинуватила Л. Кучму в бажанні цілком взяти владу в свої руки. Низка проблем, пов'язаних з гвардією, знову виник в березні 1996 р. Глава парламентської комісії з питань оборони і державної безпеки В. Мухін розкритикував президентський законопроєкт, який передбачав законодавче підпорядкування гвардії Л. Кучмі. Деякі депутати Верховної Ради взагалі виступили з пропозиціями розформувати Національну гвардію, щоб позбутися від будь-яких проблем, але рішуча підтримка Кучми генералом Кузьмуком знову врятувала ситуацію.
У липні 1996 р. Національна гвардія перенесла ще низку змін. Командувач НГУ генерал А. Кузьмук указом Президента України був призначений міністром оборони. Його посаду прийняв генерал-лейтенант гвардії І. Вальків.
Слід зазначити, що після передачі військ до складу Внутрішніх військ МВС України, чисельність гвардії значно зменшилася. Були розформовані управління 1-ї Київської, 2-ї Східної і 3-ї Південної дивізій, ціла низка полків і окремих батальйонів. Загальна чисельність НГУ склала не більше 30 тисяч військовослужбовців.
Восени 1996 року на базі управління Кримської бригади було розгорнуто управління нової 7-ї Кримської дивізії НГУ. Слід зазначити, що Крим завжди був «зоною особливої уваги» в Україні. Тому роль дислокованих тут частин Національної гвардії в стабілізації політичної обстановки переоцінити важко. Наприклад, під час масових заворушень в березні 1998 р.
На початку 1998 р. командувачем Національної гвардії був призначений генерал-лейтенант А. Чаповський, колишній командир 8-го армійського корпусу з штабом в Житомирі. При ньому в НГУ почалися значні реформи, зміни організаційно-штатної структури, спроби якісної зміни гвардії на манір відповідних підрозділів армій Західної Європи та США. Однак, при існуючому мізерному фінансуванні гвардійських частин всі ці перетворення були приречені на провал. До того ж, вони не знайшли підтримки і власне в гвардійському середовищі.
При новому командувачі основною бойовою одиницею став окремий батальйон спеціального призначення (СП), здатний діяти як самостійно, так і спільно з підрозділами інших збройних сил. Загальна чисельність НГУ скоротилася до 23 тисяч військовослужбовців.
Штатна структура окремого батальйону спеціального призначення представлена в наступному вигляді:
- штаб;
- 3 роти спеціального призначення по 3 взводу спеціального призначення в кожній (особовий склад роти налічував 6 офіцерів, 2 прапорщика, 12 сержантів і 52 солдата);
- інженерно-саперний взвод;
- батарея вогневої підтримки (озброєна автоматичними гранатометами АГС-17 «Полум'я»);
- взвод зв'язку;
- взвод матеріально-технічного забезпечення.

Точно вказати чисельність особового складу батальйонів НГУ, а також і забезпеченість їх технікою і вогневими засобами практично неможливо, зважаючи на їх тотальну неукомплектованість й інше.
Однак, формування на базі штатних гвардійських частин підрозділів спецназу, зіграло фатальну роль у долі НГУ. У грудні 1999 р, після повторного обрання Л. Кучми Президентом України, депутати Верховної Ради знову виступили з вимогами про розформування Національної гвардії, угледівши в ній інструмент можливої президентської диктатури. І, щоб знизити накал існуючої політичної обстановки, Президент України був змушений 11 січня 2000 р. підписати указ про розформування Національної гвардії України. Гвардійські частини і підрозділи, а чисельність НГУ на момент розформування становила трохи більше 16 тисяч військовослужбовців, передавалися Внутрішнім військам МВС України та Міністерству оборони.

### Створення та стратегічні завдання
Національну гвардію України створено Законом України (1775-XII) «Про Національну гвардію України» від 4 листопада 1991. Розпущено Законом України «Про внесення змін і доповнень до деяких законодавчих актів України» від 11 січня 2000 року.
НГУ у своїй діяльності керувалася Конституцією України, Законом «Про Національну гвардію України», указами Президента України й іншими актами законодавства України. Діяльність НГУ будувалася на принципах законності, гуманізму та поваги до особи, її прав і свобод.
Основними завданнями НГУ були:
- захист конституційного ладу України, цілісності її території від спроб змінити їх насильницьким шляхом;
- участь у підтриманні режиму надзвичайного стану як це передбачено законами України;
- участь у ліквідації наслідків аварій, катастроф і стихійних лих;
- формування в особливий період частин для охорони й оборони найважливіших державних об'єктів;
- допомога прикордонним військам у затриманні порушників державного кордону України силами частин, дислокованих у прикордонних районах;
- участь у бойових діях з відбиття нападу ззовні та захисту безпеки України.

### Організація i структура
Керівництво НГУ підпорядковувалася ВР України. Безпосереднє керівництво нею здійснював командувач, якого призначала ВР за поданням Президента України строком на 5 років. Заступників командувача НГУ призначав на посади Президент України за поданням командувача.
В НГУ було створено Військову раду, персональний склад якої затверджував Президент України за поданням командувача, та Головне управління командувача Національною гвардією, які діяли згідно з Положеннями про них, затверджених Президентом України.
До складу НГУ увійшли елітні військові загони спецпризначення, які дислокувалися на території України, зокрема, 10-й полк спецпризначення «Кобра» та спецбатальйон «Лаванда», які розташовувалися в Криму. Як зазначають експерти, ці підрозділи формували як своєрідний аналог «альпійських мисливців» для проведення військових спецоперацій у гірській місцевості.
Указом Президента України «Про Національну гвардію України» від 6 жовтня 1995 № 914/95, незважаючи на норми вказаного вище Закону, НГУ було підпорядковано Президентові України.

#### Структура
Впродовж 1992—1996 років були сформовані дивізії НГУ:
- 1992 — 1-ша (Київська) дивізія національної гвардії — 1 дНГУ, в/ч 2210, м. Київ, м. Житомир;
- 1992 — 2-га (Східна) дивізія національної гвардії — 2 дНГУ, в/ч 2220, м. Харків, м. Чугуїв, м. Луганськ;
- 1992 — 3-тя (Південна) дивізія національної гвардії — 3 дНГУ, в/ч 2230, м. Одеса, м. Запоріжжя, м. Сімферополь, м. Севастополь, м. Миколаїв, м. Херсон;
- 1992 — 4-та (Північна) дивізія національної гвардії — 4 дНГУ, в/ч 2240, м. Донецьк, м. Дніпропетровськ, м. Маріуполь, м. Павлоград, м. Кривий Ріг;
- 1992 — 5-та (Західна) дивізія національної гвардії — 5 дНГУ, в/ч 2250, м. Львів, м. Луцьк, м. Івано-Франківськ, м. Тернопіль, м. Дрогобич;
- 1992 — 6-та (Східна) дивізія національної гвардії — 6 дНГУ, в/ч 2280, м. Чугуїв, Харківська область[5];
- 1996 — 7-ма (Кримська) дивізія національної гвардії — 7 дНГУ, в/ч 2222, м. Сімферополь.

Також до складу НГУ входили:
- Інститут Національної гвардії України, а також школа прапорщиків (Харків);
- Навчальна бригада — м. Золочів, Львівської області;
- Навчальний полк — м. Донецьк;
- Полк зв'язку — м. Київ;
- Окрема бригада гвардії з охорони іноземних посольств — м. Київ;
- Полк матеріально-технічного забезпечення — м. Київ.

### Командувачі
- генерал-лейтенант Кухарець Володимир Олексійович, 22.10.1991 — 1995 (1938 р. н., з 31.12.1991 — генерал-майор, а з 18.03.1993 — генерал-лейтенант гвардії)
- генерал-лейтенант Кузьмук Олександр Іванович, 1995 — 11 липня 1996
- генерал-лейтенант Вальків Ігор Іванович, 11 липня 1996 — 11 лютого 1998 (1941 р. н.)
- генерал-лейтенант Чаповський Олександр Якович, 11 лютого 1998 — березень 2000 (1951 р. н.)

### Нашивки та символіка НГУ в 1991—2000
Національна гвардія України за півроку до свого розпуску наказом командувача Нацгвардії № 214 від 11 червня 1999 року затвердила свій офіційний символ. Емблема НГУ складалася із гербового щита, щитотримачів, навершя та стрічки з девізом. Гербовий щит синього кольору містив зображення малого Державного герба України, що спирався на перехрещені пірнач та булаву. Щитотримачами виступали св. архистратиг Михаїл і лев. Навершям служила фігура золотавого сокола, який розправляв крила сидячи на гербовому щиті та тримаючи у лапах золотаву стрілу. Щитотримачі спиралися на стрічку жовтого кольору, на якій розміщався девіз Національної гвардії України: «Відданість, честь, патріотизм».
Окремі дослідники, такі як, наприклад, голова правління Українського інституту воєнної історії, кандидат історичних наук Віктор Карпов, зазначають, що стара символіка підрозділів Національної гвардії базувалася на поєднанні емблематики територій розташування із функціональними та тематичними символами військових частин НГУ. Але при цьому, «аналіз символіки військових частин Національної гвардії України свідчить про те, що її характерною особливістю є відсутність системності та взаємодії символів. Символ дивізії, за деяким винятком, не використовувався її структурними підрозділами і важко визначити за їхньою символікою, до якого з'єднання вони належать. Символи окремих підрозділів не були об'єднані у єдину систему і залежали від уподобань та смаків командування цих підрозділів. Очевидно, що процес запровадження системності символіки НГУ, продемонстрований символікою дивізій та Головного управління, не був завершений.»

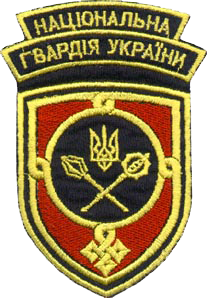
Емблема Головного управління командувача НГУ
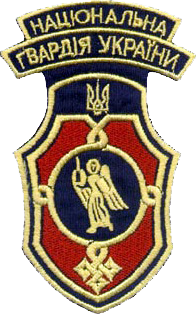
Емблема 1-ї Київської дНГУ
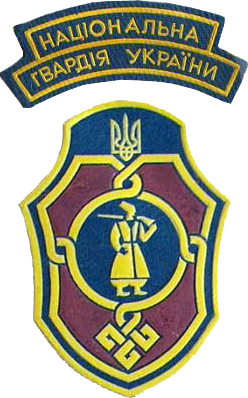
Емблема 2-ї Східної дНГУ
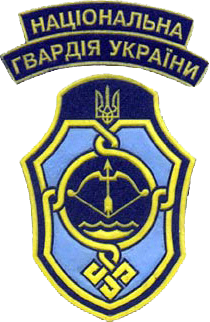
Емблема 3-ї Південної дНГУ
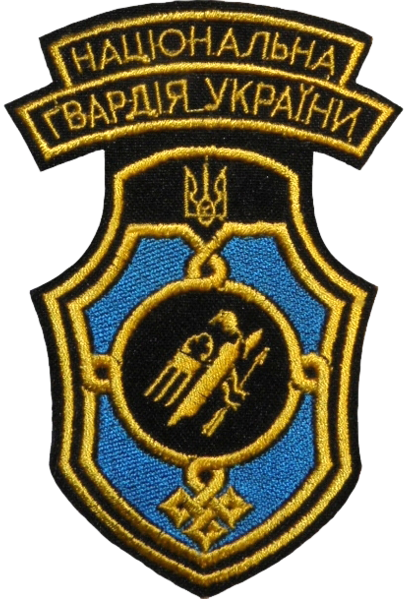
Емблема 4-ї Північної дНГУ
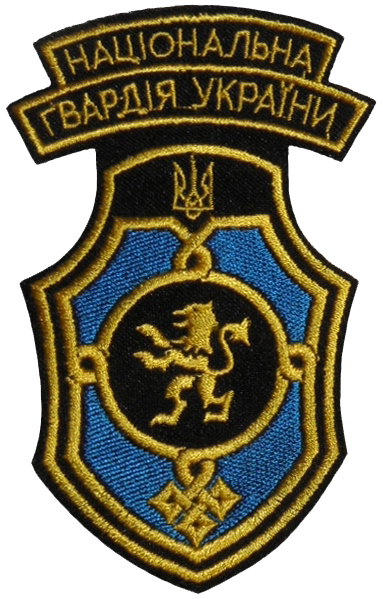
Емблема 5-ї Західної дНГУ
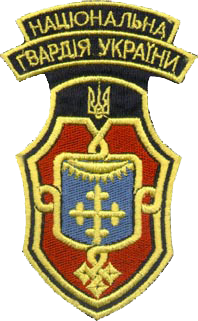
Емблема 6-ї Східної дНГУ
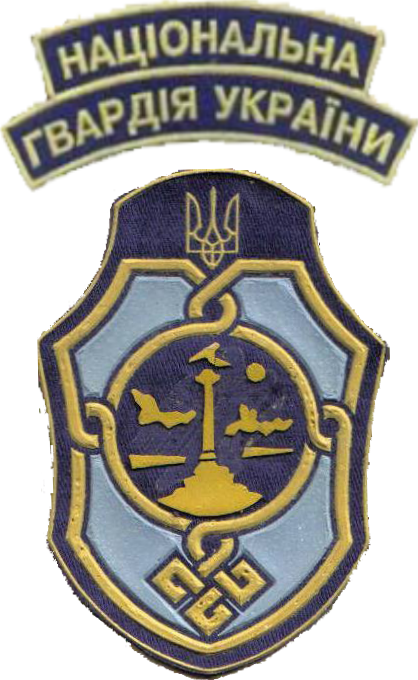
Емблема 7-ї Кримської дНГУ
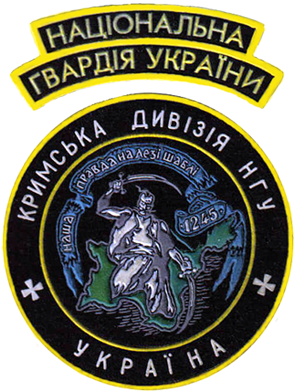
Емблема 7-ї Кримської дНГУ (варіант)
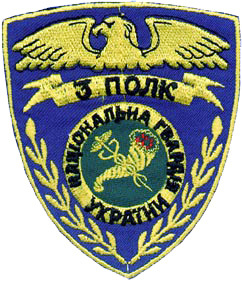
Емблема 3 пНГУ, в/ч 4103, 2-ї дНГУ
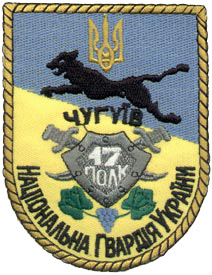
Емблема 17 пНГУ, в/ч 4117, 6-ї дНГУ
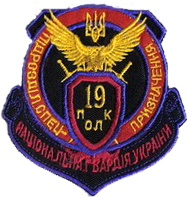
Емблема 19 пНГУ, в/ч 2262, 6-ї дНГУ
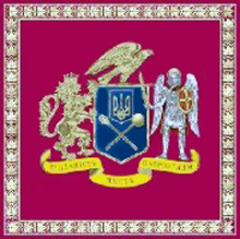
Офіційна емблема НГУ, 1999

### Розпуск
17 грудня 1999 року Президент України Леонід Кучма підписав указ «Про передачу підрозділів Національної гвардії України до складу інших військових формувань», в якому Командувачу Національної гвардії України пропонувалось у двомісячний строк «з метою припинення дублювання Національною гвардією України завдань інших військових формувань, дальшої оптимізації чисельності особового складу цих формувань» здійснити передачу з'єднань, частин, закладів та установ НГУ — до Внутрішніх військ МВС України та військових об'єднань Міністерства оборони України.
11 січня 2000 ВРУ ухвалила Закон України «Про розформування Національної гвардії України», який затвердив Президент України Леонід Кучма. Цим законом особовий склад, військову техніку, озброєння, фонди та решту майна з'єднань, частин, закладів та установ НГУ було передано до Внутрішніх військ МВС та Збройних Сил України. Виконання функцій щодо охорони дипломатичних представництв і консульських установ іноземних держав на території України було покладено на МВС.

## Спроба відновлення за президентства Ющенка
10 січня 2008 до ВРУ було подано Проєкт Закону України № 1317 «Про Національну гвардію України». Автором законодавчої ініціативи виступив Президент України Віктор Ющенко. Проте голова комітету ВР з питань національної безпеки й оборони Анатолій Гриценко (фракція НУ-НС) зазначив, що комітет запропонував відхилити цей законопроєкт як такий, що суперечить ст. 17 Конституції України. За словами голови комітету, у згаданому проєкті закону йдеться «про створення окремої армії, фактично ще одних збройних сил».
Згідно з цим законопроєктом безпосереднє керівництво Національною гвардією України та діяльністю Головного управління Національної гвардії України здійснює командувач Національної гвардії України, якого призначає на посаду та звільняє з неї Президент України. Також Президент контролює діяльність НГУ. Командувач Національної гвардії України має систематично інформувати Президента України й РНБО та щороку подавати Верховній Раді України письмовий звіт про діяльність НГУ.
Верховна Рада відхилила проєкт цього закону.

## Відродження в 2014 році
На фоні вторгнення Росії до Криму та напруженої ситуації у східних регіонах України, 11 березня 2014 року в.о. Президента України Турчинов звертається до Верховної Ради і того дня ухвалене рішення відродити Національну Гвардію України. 12 березня 2014 року Верховна Рада ухвалила закон «Про Національну Гвардію України».
13 березня 2014 Верховна Рада України затвердила закон № 4393 та фінансування Національної Гвардії. За таке рішення проголосували 262 народних депутати з 330 зареєстрованих у сесійній залі. Було зазначено, що базою для відновлення Національної гвардії є Внутрішні війська МВС України, які перетворюються на військове формування з правоохоронними та службово-бойовими функціями.
Згідно Розділу II Закону України «Про Національну Гвардію України» загальна чисельність Національної гвардії України не перевищує 60 тисяч військовослужбовців. У разі необхідності чисельність Національної гвардії України може бути збільшена відповідним законом.

### Відео
- Національна гвардія України: Вартові незалежності // Національна Гвардія, 2016
- Національна Гвардія України: Звання - Гвардієць! // Національна Гвардія, 2016